# First Cow
First Cow ist ein Filmdrama von Kelly Reichardt, das am 30. August 2019 im Rahmen des Telluride Film Festivals seine Premiere feierte und ab 22. Februar 2020 bei den Internationalen Filmfestspielen Berlin im Hauptwettbewerb gezeigt wurde. Am 6. März 2020 kam der Film in die US-Kinos. Am 9. Juli 2021 wurde er in Deutschland auf MUBI veröffentlicht und startete hier am 18. November 2021 in den Kinos. Der Film basiert auf einem Roman von Jonathan Raymond.

## Handlung
Als eine junge Frau mit ihrem Hund einen Wald in Oregon durchstreift, buddelt das Tier einen menschlichen Schädel aus. Als sie den umgebenden Dreck langsam entfernt, entdeckt sie zwei Skelette, die ganz nah nebeneinander liegen.
Mehr als eineinhalb Jahrhunderte zuvor im Oregon-Territorium. Otis Figowitz, genannt Cookie, arbeitet als Koch für eine Gruppe von Pelzfängern, die seine Arbeit jedoch nicht sonderlich zu schätzen wissen. Beim Pilzesammeln entdeckt er im Gebüsch einen nackten, fremden Mann, der sich dort im Wald versteckt. Zuerst geht Cookie davon aus, dass dieser exotisch aussehende Mann ein amerikanischer Ureinwohner ist, er ist jedoch ein Chinese namens King-Lu, der sich auf der Flucht vor einer Gruppe von Russen befindet, von denen er einen getötet hat, nachdem sie seinen Freund ermordeten. Er bringt dem verzweifelten und hungrigen Fremden Kleidung, Essen und Wasser und lässt ihn in seinem Zelt schlafen.
Die Pelztierjäger wollen zum Fort Tilliken, ein Zweitagesmarsch entfernt, um dort die Felle zu verkaufen. Cookie kauft sich von seinem Anteil ein Paar neue Stiefel. In einer Kneipe trifft Cookie wieder auf King-Lu. Der kennt das Fort bereits seit zwei Jahren. Er lädt ihn zum Whiskeytrinken in seine Hütte ein, und Cookie bleibt. King-Lu würde gerne mit dem Bibergeil in China Geld verdienen oder hätte gerne eine eigene Farm. Cookie hingegen würde gerne ein Hotel oder eine Bäckerei eröffnen und dort Kekse und Buttermilchbrötchen verkaufen, denn eine Zeit lang ging er bei einem Bäcker in Boston in die Lehre. King-Lu will wissen, welche anderen Zutaten er benötigen würde.
Fortan unternehmen sie regelmäßig nächtliche Streifzüge, um auf einer Weide eine große braune Kuh zu melken. Diese einzige Kuh in der ganzen Gegend gehört Chief Factor, einem englischen Grundbesitzer und kaufmännischen Leiter der Siedlung, und er hat diese für die Milch in seinem Tee angeschafft. Cookie beginnt mit der Milch nun sein „Ölgebäck“ zu backen. Dieses verkaufen sie auf dem Markt und weil es die britischen Siedler an ihre Heimat erinnert, wird es ein voller Erfolg. Bereits am nächsten Tag stehen die Menschen Schlange. King-Lu und Cookie beginnen, das Ölgebäck frisch vor den Augen ihrer Kunden zuzubereiten und bestreichen es mit Honig. Auch der Chief Factor kommt vorbei, um ihre Waren zu probieren, das Gebäck erinnert ihn an London.
Die beiden verdienen gut, doch King-Lu hat Bedenken, dass der Schwindel bald auffliegen könnte, denn der Chief Factor sei ein Mann mit einer feinen Zunge. Als Cookie für den Chief Factor einen Clafoutis zubereiten soll, und sie diesen zur Teestunde vorbeibringen, während ein Captain zu Besuch ist, führt der Chief Factor sie zur Kuh, die Cookie vertraut die Hand leckt. Als sie eines Nachts beim Melken entdeckt werden und King-Lu vom Baum fällt, erkennt der Chief Factor, dass er betrogen wurde. Seine Leute machen Jagd auf die beiden und ihre Wege trennen sich für kurze Zeit.
Als sie sich einige Tage später an der Hütte wiedersehen und gemeinsam die Gegend verlassen wollen, macht Cookie eine Kopfverletzung, die er sich bei ihrer Flucht zugezogen hat, so sehr zu schaffen, dass er zusammenbricht, und King-Lu legt sich neben seinen Freund auf die Erde.

## Produktion

### Vorlage, Stab und Besetzung
Der Film ist von dem Roman The Half-Life: A Novel von Jonathan Raymond aus dem Jahr 2004 inspiriert, der diesen gemeinsam mit der Regisseurin Kelly Reichardt auch für den Film adaptierte. Raymond, der in Lake Grove aufwuchs, lässt seinen Roman ebenfalls in Oregon spielen. Dieser gliedert sich in zwei parallele Handlungsstränge, einen in den 1820er Jahren, in dem sich Cookie Figowitz und Henry Brown auf der Flucht befinden, und einen 160 Jahre später um das Jahr 1980 herum, der von zwei jungen Frauen erzählt, Tina Plank und Trixie Volterra. Als diese in der Nähe von Portland zwei Skelette ausgraben, wird eine Verbindung zwischen ihrem Leben und dem von Cookie und Henry hergestellt. Der Roman wurde von Publisher Weekly als „Best Book 2004“ ausgezeichnet.
Regisseurin Kelly Reichardt, die langjährige Wegbegleiterin Raymonds, die gemeinsam mit dem Autor dessen Roman für den Film adaptierte, konzentriert sich in erster Linie auf die in den 1820er Jahren spielende Geschichte. Von der späteren, im Roman parallel erzählten Geschichte bleibt nur ein kurzer Prolog übrig, in dem eine junge Frau, gespielt von Alia Shawkat, im Wald umherirrt, als ihr Hund einen menschlichen Schädel ausbuddelt. Reichardt lässt die zwei männlichen Skelette im Film nebeneinander liegend Händchen halten. Von da an entfaltet sich First Cow in der Vergangenheit, wodurch der Film stark von Raymonds Romanvorlage abweicht. Zudem verdienen sie im Roman ihr Geld mit Castoreum, einer wohlriechenden Substanz, mit der Biber ihr Territorium markieren, im Film wird daraus „öliges Brot“, das sie aus der Milch einer Kuh herstellen. Bereits in Meek's Cutoff wurde das Leben der Pioniere entlang des Oregon Trail erforscht, was Reichardt und der in Oregon lebenden Autor Raymond mit Old Joy begonnen hatten und auch in ihrer Zusammenarbeit bei First Cow fortgeführten.
Der von ihr für den Film abgewandelte Titel First Cow nimmt Bezug auf die erste Kuh im Oregon-Territorium, die angeschafft wurde, weil der Chief Factor der Siedlung deren Milch in seinem Tee trinken will. Hittman hatte sich nach eigenen Aussagen eine Reihe von Kühen angeschaut, bevor sie sich für Evie als Titelheldin entschied: „Wir mussten sie trainieren, damit sie sich an so viele Menschen um sich herum gewöhnt und vor allem damit wir mit ihr auf einer Fähre drehen konnten.“
John Magaro spielt Otis Figowitz, genannt Cookie, der als Koch für eine Gruppe von Pelzfängern arbeitet. Orion Lee spielt den Flüchtigen King-Lu. Raymond entwickelte King-Lu als eine Kombination von zwei Figuren seines Romans. Toby Jones spielt den englischen Grundbesitzer und kaufmännischen Leiter der Siedlung.

### Dreharbeiten und Filmmusik

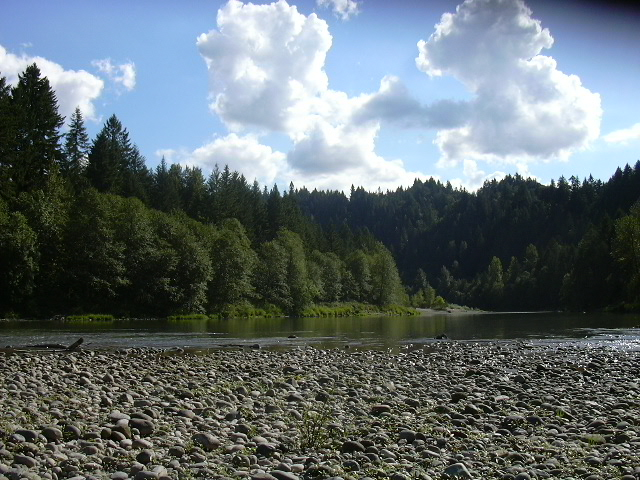
Einer der Drehorte: der Oxbow Regional Park im Multnomah County

Die Dreharbeiten wurden im November 2018 begonnen und fanden ausschließlich in Oregon statt. Zuerst drehte man um Elkton, wo sich die Scheune befand, in der sich Cookie und King Lu vor den Russen verstecken. Die Szene, in der sich die beiden zum ersten Mal treffen, sowie viele andere Szenen im Wald, wurden im Oxbow Regional Park im Multnomah County gedreht. Einige Szenen entstanden vor der Kulisse der Küste von San Salvador Beach im Marion County. Das im National Register of Historic Places befindliche Bybee-Howell House auf Sauvie Island diente dem Haus des Chief Factors als Kulisse. Weitere Aufnahmen entstanden in Portland. Als Kameramann fungierte Christopher Blauvelt, der den Film im 35-mm-Filmformat drehte. Das Szenenbild stammt von Anthony Gasparro.
Die Filmmusik komponierte der Gitarrist William Tyler, der erstmals in dieser Funktion für ein Filmprojekt arbeitete. Das Soundtrack-Album, das acht Musikstücke umfasst, wurde am 6. März 2020 von Merge Records als Download veröffentlicht und soll im Sommer 2020 als CD und auf Vinyl erscheinen.

### Veröffentlichung
Der Film feierte am 30. August 2019 im Rahmen des Telluride Film Festivals seine Premiere. Ende September, Anfang Oktober 2019 wurde der Film beim New York Film Festival gezeigt. Ab 22. Februar 2020 wurde der Film im Rahmen der Internationalen Filmfestspiele Berlin im Hauptwettbewerb vorgestellt. Am 6. März 2020 brachte A24 den Film in ausgewählte US-Kinos. Aufgrund der kurze Zeit später durch die Coronavirus-Pandemie weggefallenen Besuchsmöglichkeiten wurde der Film am 10. Juli 2020 in den USA als Video-on-Demand veröffentlicht. Ab Juli 2020 wurde er über die Digital TIFF Bell Lightbox des Toronto International Film Festivals zur Leihe angeboten. Am 5. August 2020 eröffnete er das Locarno Film Festival und wurde im September 2020 beim Festival des amerikanischen Films in Deauville vorgestellt. Ende September, Anfang Oktober 2020 wurde er beim Filmfest Hamburg im Format „Gegenwartskino im Fokus“ gezeigt, Anfang Oktober 2020 beim Film Festival Cologne und Ende Oktober 2020 bei der Viennale. Im Juni 2021 wurde er im Rahmen der Berlin Film Week gezeigt. Am 9. Juli 2021 wurde der Film in das Programm von MUBI aufgenommen und kam am 18. November 2021 in die deutschen Kinos.

## Rezeption

### Kritiken

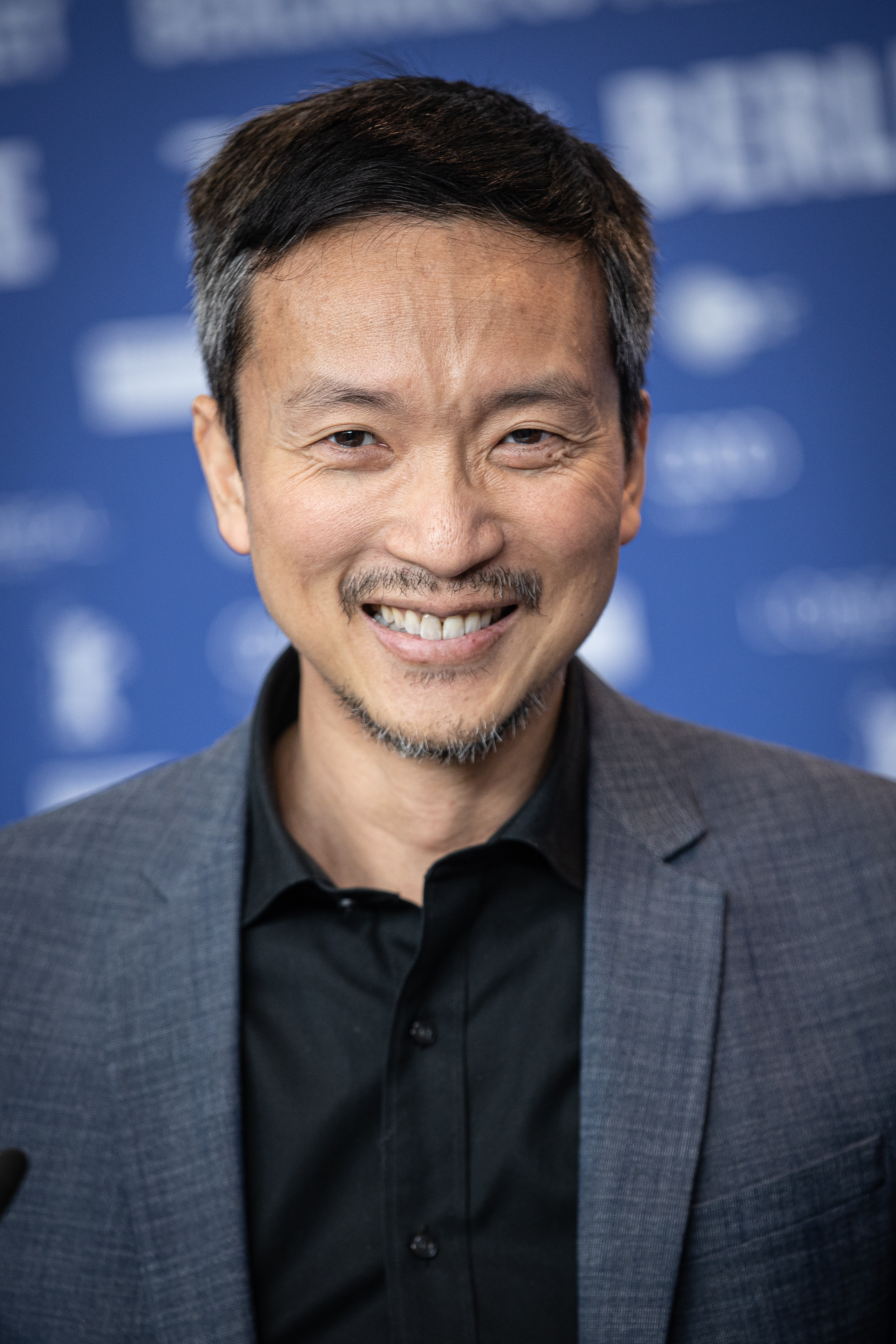
Orion Lee bei der Vorstellung des Films während der Filmfestspiele in Berlin 2020

Der Film konnte bislang 96 Prozent aller Kritiker bei Rotten Tomatoes überzeugen und erhielt hierbei eine durchschnittliche Bewertung von 8,4 der möglichen 10 Punkte. Auf Metacritic erhielt er einen Metascore von 90 von 100 möglichen Punkten. Zudem ging First Cow aus dem IndieWire Critics Poll als Drittplatzierter der besten Filme des Jahres 2020 hervor.
Peter Debruge von Variety bemerkt, dass es in diesem Film von Kelly Reichardt auffallend wenige weibliche Figuren gibt und diese allenfalls in Nebenrollen, sei dem Umstand geschuldet, dass die Regisseurin auf eine Art homophile Verbindung aufmerksam machen wollte, die sich dort zwischen den beiden Männern in der Wildnis des pazifischen Nordwestens im Laufe der Zeit entwickelt.
David Rooney von The Hollywood Reporter schreibt, ein anderer Filmemacher hätte das Geschäft mit den Backwaren möglicherweise eher wie eine Filmkomödie behandelt oder die sich anbahnende Tragödie verschleiert, in Reichardts Film gebe es hingegen Elemente beider Gattungen. Den Rahmen bilde das realistisch dargestellte Leben von Pionieren, deren unwahrscheinliche Beziehung auf gegenseitigem Vertrauen, Verständnis und einer unausgesprochenen Zuneigung beruht. Eingebettet ist ihr Leben in die Begegnungen mit Jägern, Händlern, Wanderern, Siedlern und den Indianern, die am Rande der Stadt leben. Das Herzstück des Films seien jedoch John Magaro und Orion Lee und die Beziehung zwischen diesen von ihnen gespielten, völlig gegensätzlichen Figuren, die so glaubwürdig sei, dass man mitfiebere, wenn sie getrennt werden, und man sich freue, wenn sie wieder zueinander finden. Während in First Cow im Vergleich mit den meisten zweistündigen Erzählfilmen nicht viel passiere und man sich ein weniger offenes Ende wünsche, war Rooney von der lyrischen Erzählweise des Films gefesselt und nimmt in seiner Kritik Bezug auf das zu Beginn erwähnte Zitat von William Blake: „The bird a nest, the spider a web, man friendship.“

### Einsatz im Unterricht
Das Onlineportal kinofenster.de empfiehlt First Cow ab der 9. Klasse für die Unterrichtsfächer Englisch, Geschichte, Politik, Sozialkunde/Gemeinschaftskunde und Deutsch und bietet Materialien zum Film für den Unterricht. Dort schreibt Philipp Bühler, auch in der für sie ungewohnten Form der Westernkomödie bleibe Reichardt, bekannt für den feministischen Western Auf dem Weg nach Oregon von 2010 oder den Öko-Thriller Night Moves von 2013, bei ihren Themen: „Kolonialismus und Kapitalismus bemächtigen sich einer 'neuen Welt', die Ausbeutung von Mensch, Tier und Natur hat gerade erst begonnen.“ Stehe First Cow somit in der Tradition des „kritischen Westerns“, lade der Film zugleich dazu ein, den alten Frontier-Mythos gänzlich neu zu denken.

## Filmanalyse

### Filmgenre und Aufbau
Auch wenn First Cow im amerikanischen Westen, genauer gesagt in Oregon, und während dessen früher Besiedelung spielt, hat der Film mit dem Genre Western sonst so gut wie nichts gemein.
Bereits zu Beginn des Films weiß der Zuschauer, wie die Geschichte von Cookie und King Lu enden wird. Dies geschieht durch den Prolog, der die Geschehnisse aus ferner Zeit mit dem Heute verbindet. Beides spielt sich in derselben Landschaft ab, und verbinde den Zuschauer so mit der Vergangenheit, so Stephanie Zacharek.

### Figurenanalyse
Ann Hornaday von der Washington Post schreibt, Cookies sanftes Temperament stehe im Widerspruch zu den aggressiven Alpha-Männchen, den Biberfängern, mit denen er anfangs in der Wildnis unterwegs ist. Auch die Kuh, im Film ein Jersey-Rind namens Eve mit riesigen, weichen Augen, habe diese Ausstrahlung, so die Regisseurin. Es handelt sich dabei um eine der ältesten Rinderrassen der Welt, die wegen ihrer hohen Milchleistung, ihrer Robustheit und ihres sanftmütigen Temperaments weltweit geschätzt wird. Diesen beiden werde der chinesische Einwanderer King Lu an die Seite gestellt, der in diesem Land der scheinbar unbegrenzten Möglichkeiten sein Glück sucht, in dem es jedoch ein starres Klassen- und Kastensystem gibt, so Hornaday.  Allen voran gilt der Chief Factor als anerkannte Person, ist jedoch ein Dummkopf, so Justin Chang in der Los Angeles Times. King Lu hingegen wird als das taktische Gehirn der „Operation“ gezeigt und als derjenige, den man als „Ausländer“ unterschätzt. Während Cookie als begabter Bäcker nur gut mit der Milch umgehen kann, weiß King Lu genau, wie man mit diesen Produkten Geld verdient. Zu dieser Rollenverteilung erklärt Reichardt, King Lu verfolge ehrgeizig den American Dream und wolle reich werden, verstehe aber auch, dass er sich hierfür mit einer weißen Person zusammenschließen muss, um seine Ziele zu erreichen.

## Themen und Motive

### Eine besondere Männerfreundschaft
„Dem Vogel ein Nest, der Spinne ein Netz, dem Menschen die Freundschaft.“

Zwischen den beiden Männern entsteht jedoch mehr, als eine reine Zweckgemeinschaft. Reichardt lässt King Lu und Cookie bewusst Dinge tun, die für eine Intimität zwischen den beiden Figuren sorgen, ohne dabei auf Worte zurückgreifen zu müssen. Ihre Freundschaft habe damit nichts mit irgendetwas zu tun, das aus einem ihrer Münder kommt. In der kleinen Hütte entwickelt sich erst eine Freundschaft und dann eine funktionierende Partnerschaft zwischen ihnen, so Justin Chang. Die Zärtlichkeit der Beziehung zwischen Kuh und Cookie spiegele dabei Cookies Verbundenheit mit King Lu wider. Philipp Bühler spricht von einer ungewöhnlichen, aber auch pragmatische Männerfreundschaft zwischen den beiden Außenseitern in dieser rauen Gesellschaft. Liebevolle Betrachtungen von besonderen Freundschaften haben schon frühere Filme von Kelly Reichardt ausgezeichnet. In Wendy and Lucy waren es eine Frau und ihr Hund, in Old Joy zwei alte Schulfreunde, die sich auseinandergelebt haben.

### Die Geburt einer Nation
Ann Hornaday erklärt, First Cow untersuche zudem, wie man damals die Ideale, die man verfolgte, selbst schuf, bevor sie zu einer Ideologie geformt wurden. So sei der Handelsposten ein kosmopolitischer Ort, der mit Einwanderern aus der ganzen Welt gefüllt ist, an dem viele Sprachen gesprochen werden und der von Mitgliedern einheimischer, jedoch gewaltsam assimilierter Stämme unterhalten wird, die nunmehr zerstreut und marginalisiert leben.  Der Film erinnere so auch daran, dass die Amerikaner, die heute auf deren Land leben, dieses von ihnen gestohlen und nicht geliehen haben und das hässliche Verhalten ihrer Vorfahren die Grundlage für ihren heutigen Wohlstand ist, so Stephanie Zacharek.

### Der US-amerikanische Kapitalismus
A.O. Scott von der New York Times erklärt, der Film sei auch ein Gleichnis von Wirtschaft und Politik, mit klugen Einsichten in die Funktionsweise von Angebot und Nachfrage bei bestehender Knappheit. Als Fabel erzählt First Cow von den Anfängen des modernen Kapitalismus. Die Regisseurin war nach eigenen Aussagen bei ihren Recherchen überrascht, wie stark sich der Biberhandel auf die natürliche Welt der Region am Columbia River auswirkte und es in diesem Amerika schon immer den Kapitalismus gab.

## Auszeichnungen (Auswahl)
Im November 2021 wurde First Cow von kinofenster.de als „Film des Monats“ präsentiert. Im Folgenden eine Auswahl von Auszeichnungen und Nominierungen.

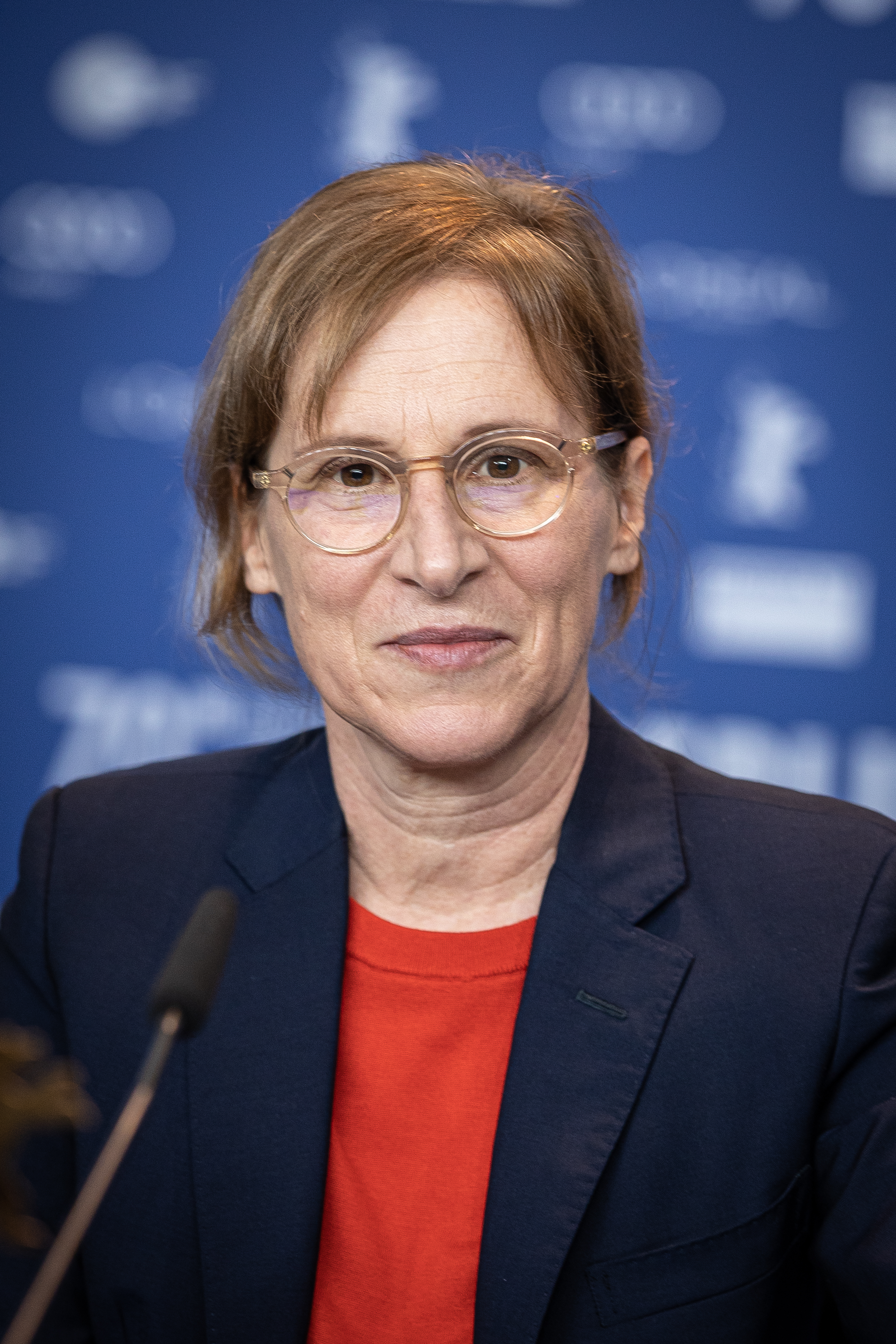
Regisseurin Kelly Reichardt bei der Vorstellung des Films während der Filmfestspiele in Berlin 2020

Alliance of Women Film Journalists Awards 2020
- Nominierung für die Beste Regie und als Beste Regisseurin (Kelly Reichardt)
- Nominierung für das Beste adaptierte Drehbuch (Kelly Reichardt and Jonathan Raymond)[41]

Bergen International Filmfestival 2020
- Nominierung in der Kategorie Cinema Extraordinaire[42]

Berlin Film Week 2021
- Nominierung im Wettbewerb[23][43]

Boston Society of Film Critics Awards 2020
- Runner-up in der Kategorie Bester Film
- Runner-up in der Kategorie Beste Regie (Kelly Reichardt)
- Runner-up in der Kategorie Bestes Drehbuch (Kelly Reichardt und Jonathan Raymond)[44]

British Independent Film Awards 2021
- Nominierung als Bester internationaler Independent-Film

Chicago Film Critics Association Awards 2020
- Nominierung als Bester Film
- Nominierung für die Beste Regie (Kelly Reichardt)
- Nominierung für das Beste adaptierte Drehbuch (Jonathan Raymond und Kelly Reichardt)
- Nominierung für die Beste Kamera (Christopher Blauvelt)
- Nominierung für die Beste Art Direction
- Nominierung für die Besten Kostüme[45]

Critics’ Choice Movie Awards 2021
- Nominierung für das Beste adaptierte Drehbuch (Jonathan Raymond und Kelly Reichardt)
- Nominierung für die Beste Kamera (Christopher Blauvelt)[46]

Festival des amerikanischen Films 2020
- Nominierung im Wettbewerb
- Auszeichnung mit dem Preis der Jury[47][48][49]

Film Fest Gent 2020
- Nominierung als Bester Film für den Grand Prix[50]

Gijón International Film Festival 2020
- Auszeichnung als Bester Film in der Albar-Sektion (Kelly Reichardt)[51]

Gotham Awards 2021
- Nominierung als Bester Film
- Nominierung für das Beste Drehbuch (Jonathan Raymond und Kelly Reichardt)
- Nominierung als Bester Darsteller (John Magaro)
- Nominierung als Breakthrough Actor (Orion Lee)[52]

Independent Spirit Awards 2021
- Nominierung als Bester Film
- Nominierung für die Beste Regie (Kelly Reichardt)
- Nominierung als Bester Nebendarsteller (Orion Lee)[53]

Internationale Filmfestspiele Berlin 2020
- Nominierung für den Goldenen Bären (Kelly Reichardt)

National Board of Review Awards 2021
- Aufnahme in die Top 10[54]

National Society of Film Critics Awards 2021
- First Runner-up als Bester Film
- Second Runner-up für die Beste Regie (Kelly Reichardt)
- First Runner-up für das Beste Drehbuch (Jonathan Raymond und Kelly Reichardt)[55]

New York Film Critics Circle Awards 2020
- Auszeichnung als Bester Film[56]

Online Film Critics Society Awards 2021
- Nominierung als Bester Film
- Nominierung für die Beste Regie (Kelly Reichardt)
- Nominierung für das Beste adaptierte Drehbuch (Jonathan Raymond und Kelly Reichardt)
- Nominierung für die Beste Kamera (Christopher Blauvelt)[57]

Sunset Circle Awards 2020
- Auszeichnung als Best Breakthrough (Orion Lee)
- Nominierung für die Beste Filmmusik (William Tyler)[58][59]

USC Scripter Awards 2021
- Nominierung als Beste Drehbuchautorin (Kelly Reichardt)[60]